# 26 tháng 8
Ngày 26 tháng 8 là ngày thứ 238 (239 trong năm nhuận) trong lịch Gregory. Còn 127 ngày trong năm.

## Sự kiện
- 1071 – Quân Thổ Seljuk dưới quyền lãnh đạo của Alp Arslan bắt giữ Hoàng đế Byzantine Romanos IV trong Trận Manzikert.
- 1346 – Chiến tranh Trăm Năm: Quốc vương Edward III chỉ huy quân Anh giành chiến thắng trước quân Pháp trong trận Crécy.
- 1642 – Quân Tây Ban Nha đồn trú mở cửa thành San Salvador đầu hàng quân Hà Lan, kết thúc thời kỳ Tây Ban Nha thuộc địa hóa miền bắc đảo Đài Loan.
- 1813 – Liên minh thứ sáu đánh bại quân Pháp do thống chế MacDonald chỉ huy trong trận Katzbach.
- 1914 – Chiến tranh thế giới thứ nhất: bắt đầu Trận sông Meuse giữa quân Pháp và quân Đức.
- 1978 – Albino Luciani được Mật nghị Hồng y bầu làm giáo hoàng thứ 263 của Giáo hội Công giáo Rôma, tức Giáo hoàng Gioan Phaolô I.
- 1980 – Ủy ban Thường vụ Đại hội đại biểu Nhân dân toàn quốc Trung Quốc quyết định thiết lập các đặc khu kinh tế Thâm Quyến, Chu Hải, Sán Đầu và Hạ Môn.
- 1999 – Chính quyền Liên bang Nga phát động Chiến tranh Chechnya lần thứ hai nhằm chống lại lực lượng ly khai ở vùng Kavkaz.
- 2008 – Nga công nhận Abkhazia và Nam Ossetia là những quốc gia độc lập.

## Sinh
- 1743 - Antoine Lavoisier, nhà hóa học Pháp (m. 1794)
- 1880 - Guillaume Apollinaire, nhà thơ Pháp gốc Ba Lan (m. 1918)
- 1901 - Trần Nghị, nhà chính trị và quân sự Trung Quốc (m. 1972)
- 1910 - Mẹ Teresa, nữ tu, nhà hoạt động nhân đạo người Albania, đoạt Giải Nobel Hòa bình năm 1979 (m. 1997)
- 1926 - Đàm Thị Loan, người kéo cờ ngày 2 tháng 9 năm 1945 tại quảng trường Ba Đình
- 1977 - Trần Thu Hà, ca sĩ nhạc nhẹ, được coi là một trong 4 diva của nhạc nhẹ Việt Nam
- 1980 – Macaulay Culkin, diễn viên Mỹ
- 1998 - Jeon So-yeon, ca sĩ Hàn Quốc, thành viên nhóm nhạc (G)I-DLE

## Mất
- 1992 - Nguyễn Thị Định, nữ tướng Việt Nam (s. 1920)
- 1994 - Nguyễn Văn Mạnh, Trung tướng Quân lực Việt Nam Cộng hòa (s. 1921)
- 2024 - Sven-Göran Eriksson , Huấn luyện viên bóng đá người Thụy Điển (s. 1948)

## Ngày lễ và kỷ niệm
- Thành lập thành phố Quảng Ngãi (trước là thị xã Quảng Ngãi), tỉnh Quảng Ngãi, Việt Nam.